# Cratere Rheita
Rheita è un cratere lunare di 70,81 km situato nella parte sud-orientale della faccia visibile della Luna.